# Il trattato scomparso
Il trattato scomparso è un film del 1933 diretto da Mario Bonnard.
Il film segnò l'esordio di Fosco Giachetti

## Trama
Dalla cassaforte dell'Ammiraglio Raythan, viene misteriosamente trafugato un'importante fascicolo contenente un trattato di tecnica navale di importanza nazionale.
L'ispettore Brown, immediatamente convocato, inizia le indagini all'interno della villa che ospitava diversi ospiti, dopo accurati interrogatori dei presenti riesce a scoprire il colpevole.

## Produzione
Prodotto da Bonnard, distribuito dall'Anonima Pittaluga e girato all'interno degli studi della Cines di via Veio a Roma, direttamente adattato dalla commedia omonima di Galar e Artù.

## La critica
Enrico Roma in Cinema Illustrazione del 17 gennaio 1933: "C'è poco da dire. Si tratta dell'adattamento di una applaudita commedia che conserva, nel film, il suo magico potere di giallo, e tiene spesso avvinta la curiosità dello spettatore. Tanto la messa in scena che la recitazione sono lodevoli. Come film commerciale è tra i più dignitosi dell'annata".